# Walter Pirinoli
Walter Pirinoli (Lyon, Francia, 26 de agosto de 1963) es un deportista italiano que compitió en vela en la clase Tornado. Su hermano Marco también compitió en vela.
Ganó dos medallas en el Campeonato Mundial de Tornado, oro en 1995 y plata en 1991, y una medalla de bronce en el Campeonato Europeo de Tornado de 1991. Participó en los Juegos Olímpicos de Atlanta 1996, ocupando el quinto lugar en la clase Tornado.

## Palmarés internacional
| \| Campeonato Mundial \| Campeonato Mundial \| Campeonato Mundial \| Campeonato Mundial \| \| Año \| Lugar \| Medalla \| Clase \| \| ------------------ \| ------------------ \| ------------------ \| ------------------ \| \| 1991 \| Cagliari (Italia) \| Medalla de plata \| Tornado \| \| 1995 \| Kingston (Canadá) \| Medalla de oro \| Tornado \| \| Campeonato Europeo \| \| \| \| \| Año \| Lugar \| Medalla \| Clase \| \| 1991 \| Carantec (Francia) \| Medalla de bronce \| Tornado \| |                    |                   |         |
| Campeonato Mundial |                    |                   |         |
| Año | Lugar              | Medalla           | Clase   |
| 1991 | Cagliari (Italia)  | Medalla de plata  | Tornado |
| 1995 | Kingston (Canadá)  | Medalla de oro    | Tornado |
| Campeonato Europeo |                    |                   |         |
| Año | Lugar              | Medalla           | Clase   |
| 1991 | Carantec (Francia) | Medalla de bronce | Tornado |